# Kanton Cintegabelle
Der Kanton Cintegabelle war bis 2015 ein französischer Wahlkreis im Arrondissement Muret, im Département Haute-Garonne und in der Region Midi-Pyrénées; sein Hauptort war Cintegabelle. Vertreter im Generalrat des Départements war zuletzt von 2011 bis 2015 Christian Brunet (DVG).

## Gemeinden
Der Kanton umfasste die Wahlberechtigten aus sieben Gemeinden:
| Gemeinde       | Einwohner Jahr | Fläche km² | Bevölkerungsdichte | Code INSEE | Postleitzahl |
| -------------- | -------------- | ---------- | ------------------ | ---------- | ------------ |
| Aignes         | 246 (2013)     | 21,81      | 11 Einw./km²       | 31002      | 31550        |
| Caujac         | 843 (2013)     | 10,82      | 78 Einw./km²       | 31128      | 31190        |
| Cintegabelle   | 2768 (2013)    | 52,92      | 52 Einw./km²       | 31145      | 31550        |
| Esperce        | 253 (2013)     | 16,42      | 15 Einw./km²       | 31173      | 31190        |
| Gaillac-Toulza | 1245 (2013)    | 40,4       | 31 Einw./km²       | 31206      | 31550        |
| Grazac         | 535 (2013)     | 7,17       | 75 Einw./km²       | 31231      | 31190        |
| Marliac        | 126 (2013)     | 7,2        | 18 Einw./km²       | 31319      | 31550        |